# John Edwards
Johnny Reid Edwards (Seneca, 10 de junho de 1953) é um advogado e político aposentado estadounidense filiado ao Partido Democrata. Em 1998 foi eleito para um mandato de seis anos como senador pelo estado da Carolina do Norte. Em 26 de julho de 2004 foi escolhido por John Kerry como vice na chapa democrata para disputar a eleição presidencial daquele ano, na qual foram derrotados por George W. Bush e Dick Cheney.
Em dezembro de 2006, Edwards anunciou sua candidatura à presidência dos Estados Unidos na eleição de 2008. Contudo, sua campanha foi severamente afetada por revelações de que havia tido um caso extraconjugal com Rielle Hunter, uma cineasta de sua equipe, enquanto sua esposa Elizabeth batalhava um câncer de mama. Hunter também engravidou de Edwards e deu à luz a uma filha do ex-senador. Em 2010, Elizabeth se separou de Edwards e faleceu em dezembro daquele ano.
Edwards foi indiciado por usar fundos de campanha para encobrir o caso de adultério, sendo absolvido em uma das acusações e tendo outras cinco encerradas pelo Departamento de Justiça em 2012. Ainda assim, o episódio causou danos irreparáveis à imagem de Edwards e encerrou sua carreira política. 
Atualmente é sócio da Edwards Kirby, firma de advocacia localizada em Raleigh e especializada em erros médicos.